# Mosquée de Hasan-aga à Travnik
La mosquée de Hasan-aga, également connue sous le nom de Jeni džamija, est située en Bosnie-Herzégovine, dans la ville de Travnik et dans la municipalité de Travnik. Elle a été construite en 1549 et est inscrite sur la liste des monuments nationaux de Bosnie-Herzégovine.
La cour intérieure de la mosquée (en bosnien : harem) abrite un cimetière avec un turbe et des nişans (stèles ottomanes) ; cet ensemble est également classé.